# Madona e o Menino Entronados com Santos
Madona e o Menino Entronados com Santos, também chamado Retábulo Colonna ou Madona Colonna, é uma pintura a óleo sobre madeira executada pelo mestre do renascimento italiano Rafael. A obra, um retábulo encomendado pelo convento de Santo'Antonio em Perúgia, pertence a um período de transição na arte do jovem mestre, finalizado entre os anos 1504 e 1505. A composição, uma maestà, permite entrever diversos elementos típicos da fase peruginiana de Rafael, ao passo que o ousado modelado dos santos evidencia alguns traços de suas encomendas florentinas. Encontra-se conservado no Metropolitan Museum of Art, em Nova York e é o único retábulo de Rafael ubicado fora da Europa.
A recorrente iconografia renascentista da madona com o Menino Jesus é retratada no retábulo de forma suntuosa. Mãe e filho encontram-se entronados, como membros de uma família real, cercados pela "corte", composta por São Paulo, São Pedro, Santa Catarina e uma mártir desconhecida, talvez Santa Cecília. Complementam a cena o Deus Pai, acompanhado por dois anjos, na luneta. A predela é formada por cinco painéis, atualmente dispersos em museus ingleses e norte-americanos, entre eles, A Agonia no Jardim, também no Metropolitan.

## O Retábulo Colonna
A Madona e o Menino Entronados com Santos é um dos primeiros retábulos de Rafael, executado entre 1504 e 1505. Foi encomendado por uma congregação de freiras para a sua capela no convento de Santo'Antonio da Pádua,  em Perúgia. Rafael possivelmente começou a trabalhar no retábulo quando ainda estava em Perúgia, em 1504. No ano seguinte, partiu em viagem para Florença, onde estudou a obra de Fra Bartolommeo. Teria então concluído a obra no ano seguinte, após retornar a Perúgia. É uma das obras que se inserem no primeiro período de transição de seu estilo, combinando os elementos típicos de sua formação peruginiana às assimilações estéticas de sua fase florentina.

### Painel central e luneta
A cena principal do retábulo situa-se em um grande painel quadrado de madeira, revestido por gesso, com 172 centímetros de lado, pintado a óleo com detalhes em ouro. Em um trono com baldaquino, suntuosamente adornado, repousa a figura da Virgem Maria, trazendo ao colo o Menino Jesus. Maria carinhosamente acomoda o infante São João Batista, primo de Jesus, perto de si, enquanto o pequeno messias o abençoa. O trono eleva os membros da "família sagrada" - como forma de permitir que pudessem ser vistos pelos fiéis sentados ao fundo da capela.
Segundo Giorgio Vasari, foram as freiras responsáveis pela encomenda que impuseram a Rafael o conteúdo da composição, determinando ao pintor que retratasse o Menino Jesus e o pequeno João Batista inteiramente vestidos – costume quase que ausente em suas outras representações do episódio. É possível que o patronato das freiras tenha determinado ainda a ênfase dada à minúcia decorativa e, por fim, o próprio estilo algo conservador da cena.
Ladeando as três figuras sobre o trono, encontram-se, da esquerda para a direita, São Pedro, Santa Catarina de Alexandria, uma mártir desconhecida (talvez Santa Cecília) e São Paulo. São Pedro, coberto por um manto amarelo, traz na sua mão direita o livro sagrado. Na mão esquerda, empunha seu atributo iconográfico mais característico: as chaves do Reino dos Céus, que lhe foram entregues por Jesus. São Paulo, igualmente coberto por um manto brilhante, mas de cor vermelha, também porta o livro sagrado, aberto, em alusão ao seu papel como escritor das epístolas do Novo Testamento. Na mão direita, segura o seu atributo, a espada, com a qual perseguiu por muito tempo os cristãos - e que foi utilizada para martirizá-lo, após sua conversão ao cristianismo.
Santa Catarina porta um ramo de palma, símbolo do mártir, anunciando sua vitória sobre a morte, em virtude de sua fé. Seu atributo mais característico também está presente: trata-se da roda com lâminas, sobre a qual a santa apóia sua mão direita. O instrumento foi utilizado para torturá-la, mas, milagrosamente, partiu-se em pedaços ao toque da santa, protegendo-a de seus algozes. A mártir não identificada já foi descrita como Santa Dorotéia e Santa Rosália, mas é mais provável que se trate de Santa Cecília (como acredita Vasari) ou de Santa Margarete (na opinião de Fontaiuti). Como Catarina, ela também empunha o ramo de palma, além da bíblia, na mão esquerda.
Acima, no painel semicircular, Deus Pai, acompanhado de dois anjos, olha para baixo e abençoa a cena. O anjo à sua direita olha diretamente para o espectador, da mesma forma que o fazem São Pedro e a mártir anônima. Seus olhos vão de encontro aos dos fiéis, convocando-os silenciosamente para aproximarem-se do altar. A moldura do retábulo, readaptada e sistematicamente policromada, é contemporânea à pintura, mas não é a original. O pigmento azurita do manto da Virgem escureceu com o tempo, e o douramento dos halos teve de ser refeito.

### Predela
A predela do retábulo, isto é, o friso inferior com cenas complementares às do painel central e da luneta, é composta por três painéis narrativos, que provavelmente encontravam-se situados nesta seqüência, da esquerda para a direita: A Agonia no Jardim (Metropolitan Museum, Nova Iorque), A Procissão Rumo ao Calvário (National Gallery, Londres) e A Lamentação (Isabella Stewart Gardner Museum, Boston). Dois painéis menores, com as figuras de Santo Antônio de Pádua e São Francisco de Assis (ambos na Dulwich Picture Gallery de Londres) deveriam se localizar nas extremidades da predela, sob as pilastras que ladeiam o painel central.
Em 1663, quando o convento vendeu os painéis da predela, Claudio Inglesi, um pintor francês trabalhando na Perúgia, foi contratado para fazer as cópias dos três painéis narrativos, para substituir os originais. As três cópias encontram-se hoje na Galleria Nazionale dell'Umbria, em Perúgia.

## Proveniência
O retábulo permaneceu no convento de Sant'Antonio até 1678, quando passou para a coleção Colonna, em Roma. Sabe-se, no entanto, que por volta de 1663 o retábulo já havia sido desmembrado, tendo sido a predela adquirida pela rainha Cristina da Suécia. O painel central e a luneta permaneceram na coleção Colona por mais de um século. Por volta de 1802, ingressaram na coleção do rei Fernando I das Duas Sicílias. Permanecem então na coleção real pelos subseqüentes reinados de Francisco I, Fernando II e Francisco II, sempre ubicados no Palazzo Reale de Nápoles.
O retábulo (painel central e luneta) foi adquirido em 1901 por John Pierpont Morgan, pela quantia de dois milhões de francos, um recorde à época. Sua aquisição causou furor na imprensa norte-americana e a pintura foi logo considerada a mais importante obra de arte a cruzar o oceano Atlântico até então. Foi doado por Morgan ao Metropolitan Museum of Art de Nova York em 1916. O outro painel no Metropolitan, a Agonia no Jardim, foi adquirida pelo museu em 1932.